# سيدريك مورغان
سيدريك مورغان (بالفرنسية: Cédric Morgan)‏ هو كاتب فرنسي، ولد في 1943 في فان في فرنسا.